# Julella sericea
Julella sericea är en lavart som först beskrevs av A. Massal., och fick sitt nu gällande namn av Coppins. Julella sericea ingår i släktet Julella och familjen Thelenellaceae.   Inga underarter finns listade i Catalogue of Life.